# Arzignano
Arzignano es un municipio italiano de 25.844 habitantes de la provincia de Vicenza (región de Véneto). 

## Demografía
| Gráfica de evolución demográfica de Arzignano entre 1861 y 2011 |
|                                                                 |
| fuente ISTAT - elaboración gráfica a cargo de Wikipedia         |

## Personas destacadas
- Bepi De Marzi, compositor y director de orquesta y coro, conocido por Signore delle cime.
- Marzia Bisognin, personalidad del Internet.